# Balacra glagoessa
Balacra glagoessa là một loài bướm đêm thuộc phân họ Arctiinae, họ Erebidae.